# 無量光寺 (和歌山市)
無量光寺（むりょうこうじ）は、和歌山県和歌山市にある浄土宗の寺院。山号は里宮山。本尊は阿弥陀如来。徳本上人大名号塔の寺。「首大仏の寺」として知られる。

## 歴史
江戸時代の文政12年（1829年）、紀州藩10代藩主徳川治宝の命により、現・和歌山県日高郡出身の大行者徳本を開山、本辨を開基として京都の法然院を模して創建された。治宝は当寺を念仏道場と定め、堂塔を建立するなどして庇護した。
1881年（明治14年）に全山焼失し、規模が縮小されて現在に至る。
境内に置かれた首大仏は末寺の大福寺から移された仏頭で、「首から上の願いを叶える」といわれ、多くの受験生らが参詣する。

## 境内
- 本堂 - 1886年（明治19年）に現・打田町の傳法院から移築された。
- 首大仏 - 首だけの大仏像で、盧舎那仏の頭部である。天保11年（1840年）7月24日に末寺の大福寺にて開眼法要が営まれたが、1908年（明治41年）に大福寺が廃寺となった際に現在地に移転された。高さ3m。詳しくは「無量光寺の首大仏」を参照のこと。
- 鐘楼
- 庫裏
- 徳本上人坐像
- 観音堂
- 山門

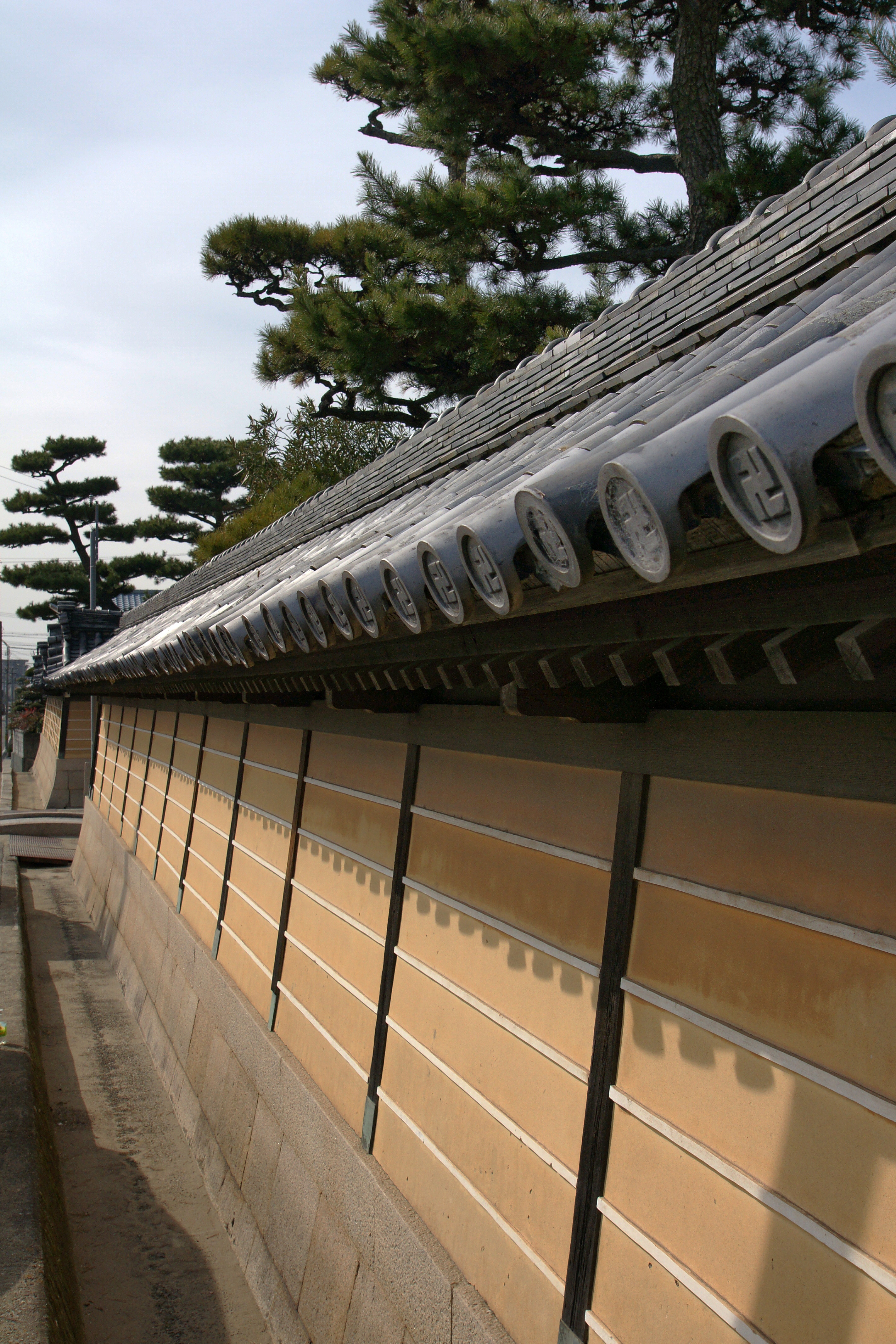
五本線の築地塀
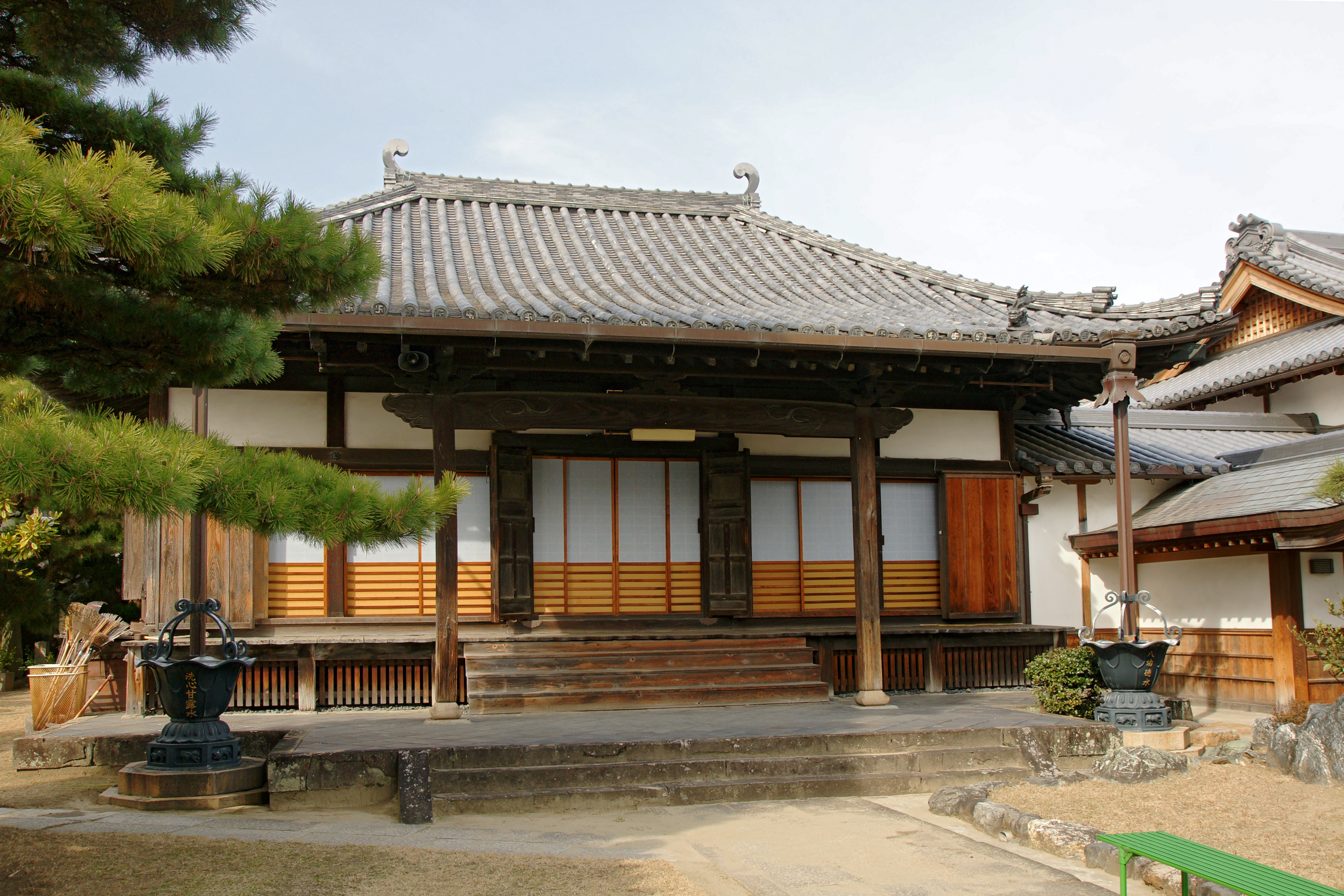
本堂
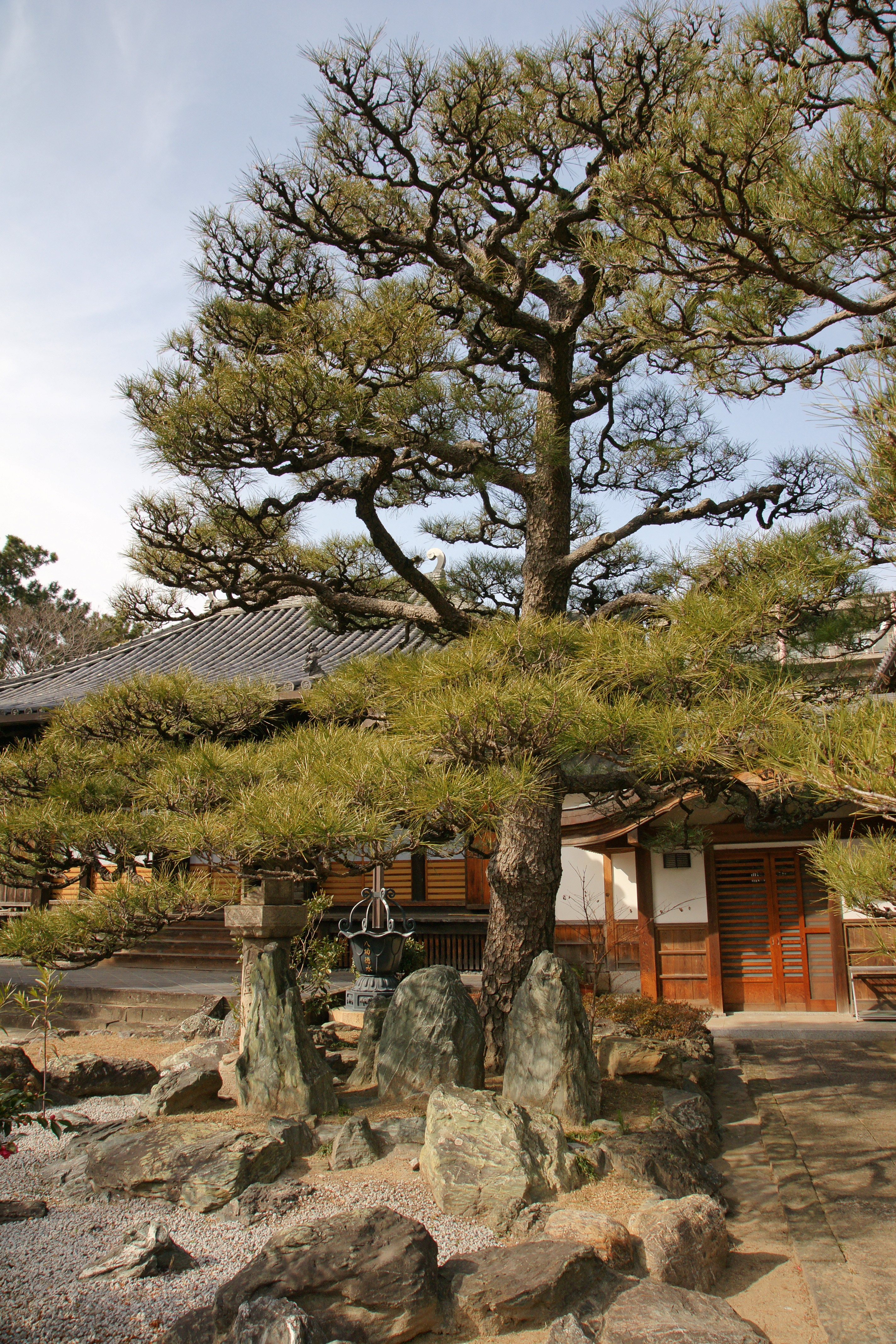
本堂前庭
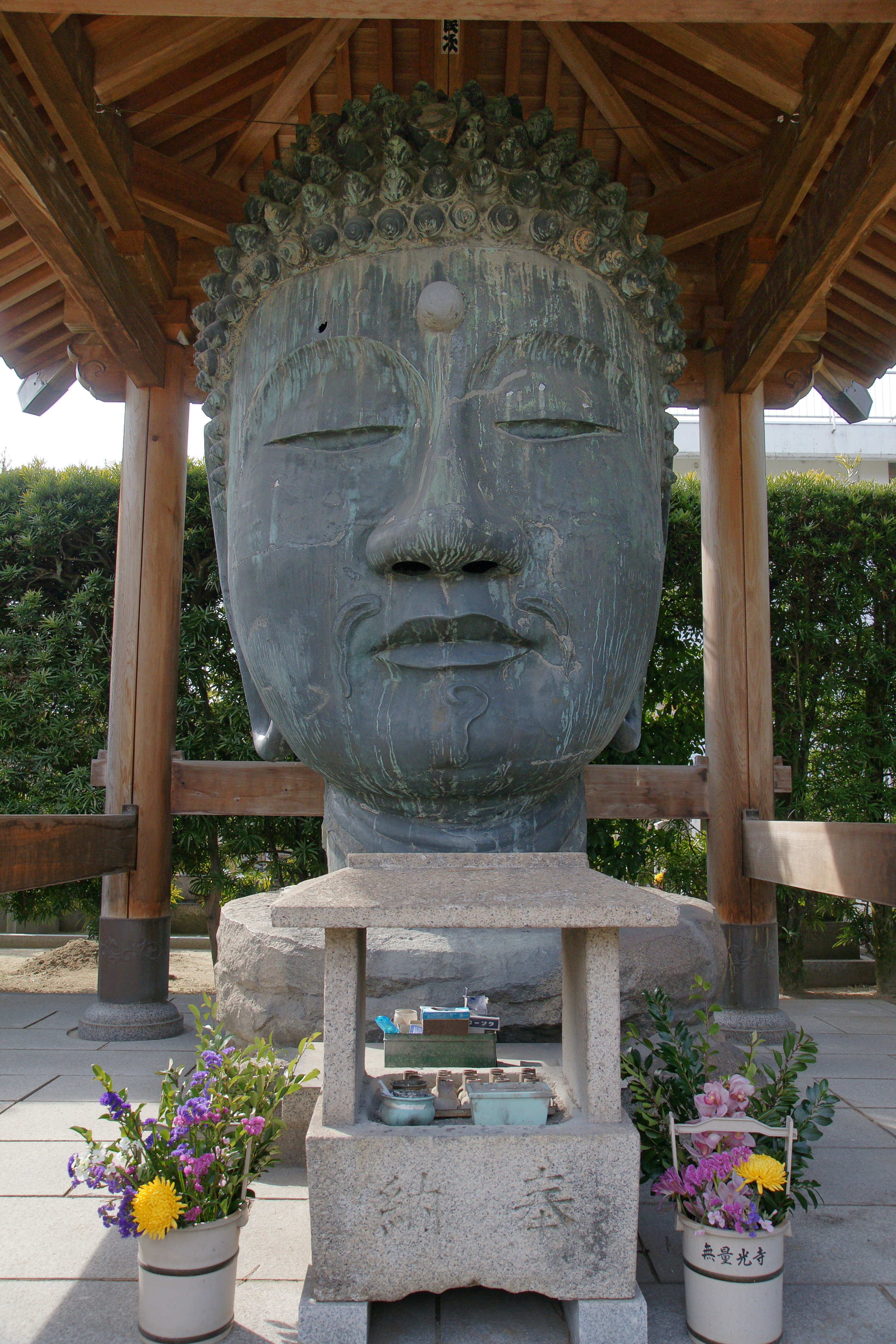
首大仏

## 寺宝
- 徳本行者真筆大幅名号

## 前後の札所
和歌山西国三十三箇所
7 大泉寺　-　8 無量光寺　-　9 窓誉寺

## 利用情報
- 開門時間 - 7時から16時30分
- 所在地 - 〒640-8137 和歌山県和歌山市吹上5丁目1-35

## 交通アクセス
- JR和歌山駅2番のりばまたは南海和歌山市駅2番のりばより和歌山バスに乗車し小松原五丁目停留所下車、徒歩約10分。

## 周辺
- 寺町
- 岡山の時鐘堂
- 和歌山県立近代美術館
- 和歌山県立博物館
- 和歌山城